# Sui Lu
Sui Lu (em chinês:  眭禄; Zhuzhou, 1 de abril de 1993) é uma ginasta chinesa que compete em provas de ginástica artística
Sui disputou o Campeonato Mundial de Londres, em 2009; sendo medalhista de bronze nos exercícios de solo. Também recebeu medalhas nos mundiais de 2010 e 2011. Conquistou o segundo lugar na trave nas olimpíadas de Londres, em 2012.

## Carreira
Sui iniciou no desporto, aos três anos de idade, e aos sete foi selecionada para ingressar na equipe de Xangai. Em 2007, aos quatorze anos, competiu pela primeira vez em competições de grande porte; disputando o Campeonato Nacional Chinês, sendo medalhista de ouro por equipes. No ano posterior, em mais uma disputa do Nacional, conquistou mais duas medalhas: fora medalhista de ouro na trave e no solo.
Abrindo o calendário competitivo de 2009, Sui disputou a Copa do Mundo, realizada em Cottbus. Nela, foi medalhista de ouro nos exercícios de solo, somando 14,200 pontos. No compromisso seguinte, deram-se os Jogos Nacionais Chineses. Neles, ao lado de sua equipe, foi medalhista de ouro na prova coletiva. Nos aparelhos, conquistou a medalha de bronze no concurso geral, em prova vencida pela compatriota Deng Linlin. No solo, conquistou a medalha de ouro, ao somar 14,500 pontos; na trave, foi medalhita de bronze, sua companheira de equipe Tan Sixin, terminou com a medalha de ouro. Em outubro, competiu no Mundial de Londres,- que não contou com a prova coletiva. Nele, classificou-se para a final do solo, sendo medalhista de bronze, superada pela britânica Elizabeth Tweddle e pela asutraliana Lauren Mitchell, ouro e prata, respectivamente. No compromisso seguinte, deu-se a etapa de Osijek da Copa do Mundo. Nela, conquistou duas medalhas de ouro: na trave e no solo, sendo a maior medalhista do evento. Na etapa seguinte, em Stuttgart, Sui fora novamente medalhista de ouro no solo.

## Principais resultados
| Ano  | Evento                                    | AA                | Equipe            | Salto sobre o cavalo | Trave            | Barras assimétricas | Solo              |
| ---- | ----------------------------------------- | ----------------- | ----------------- | -------------------- | ---------------- | ------------------- | ----------------- |
| 2007 | Campeonato Nacional                       |                   | Medalha de ouro   |                      |                  |                     |                   |
| 2008 | Campeonato Nacional                       |                   |                   |                      | Medalha de ouro  |                     | Medalha de ouro   |
| 2009 | Copa do Mundo – Cottbus                   |                   |                   |                      |                  |                     | Medalha de ouro   |
| 2009 | Jogos Nacionais Chineses                  | Medalha de bronze | Medalha de ouro   |                      |                  | Medalha de bronze   | Medalha de ouro   |
| 2009 | Campeonato Mundial de Ginástica Artística |                   |                   |                      |                  |                     | Medalha de bronze |
| 2009 | Copa do Mundo – Osijek                    |                   |                   |                      | Medalha de ouro  |                     | Medalha de ouro   |
| 2009 | Copa do Mundo – Stuttgart                 |                   |                   |                      |                  |                     | Medalha de ouro   |
| 2010 | Campeonato Mundial de Ginástica Artística |                   | Medalha de bronze |                      |                  |                     | 5º                |
| 2010 | Jogos Asiáticos                           | Medalha de ouro   | Medalha de ouro   |                      | Medalha de ouro  |                     | Medalha de ouro   |
| 2011 | Campeonato Mundial de Ginástica Artística |                   | Medalha de bronze |                      | Medalha de ouro  |                     | Medalha de prata  |
| 2012 | Jogos Olímpicos                           |                   | 4°                |                      | Medalha de prata |                     |                   |